# ヴァーツラフ・カドレツ
ヴァーツラフ・カドレツ（Václav Kadlec, 1992年5月20日 - ）は、チェコ・プラハ出身のサッカー選手。ポジションはフォワード。

## 経歴

### クラブ
1997年からチェコのボヘミアンズ1905のユースチームでキャリアをスタートさせ、2008年にACスパルタ・プラハに移籍した。このシーズンに16歳でデビューを果たし、ゴールも記録した。
2013年8月18日、アイントラハト・フランクフルトへの移籍が決定した。
2016年、FCミッティランへ移籍した。同年夏にスパルタ・プラハに復帰した。

### 代表
チェコ代表として各年代で招集されており、U－17代表では26試合で18ゴール記録した。2010年10月12日、UEFA欧州選手権2012予選のリヒテンシュタイン代表戦でA代表デビューを果たし、初ゴールを記録した。